# لوک ایوانز
لوک ایوانز (به انگلیسی: Luke Evans) متولد ۱۵ آوریل ۱۹۷۹ (میلادی) بازیگر اهل کشور ولز است. وی بیشتر به خاطر حضور در فیلم‌های سریع و خشمگین ۶، برخورد تایتان‌ها، رابین هود، ناگفته‌های دراکولا، هابیت و دیو و دلبر شناخته می‌شود.

## کودکی
لوک ایوانز در پانتیپول زاده شد و در ابربارگود (شهری کوچک در ولز) بزرگ شد. او تنها فرزند ایوان و دیوید ایوانز است. در کودکی با مذهب شاهدان یهوه بزرگ شد اما در ۱۶سالگی از مذهب دست کشید و در همان زمان مدرسه را نیز ترک کرد.
در ۱۷سالگی، به کاردیف رفت و تحت سرپرستی لویی رایان به یادگیری آوازخوانی پرداخت. در سال ۱۹۹۷ موفق شد بورس تحصیلی مرکز استودیوی لندن را در کینگز کراس لندن بدست آورد. او در سال ۲۰۰۰ فارغ‌التحصیل شد.

## زندگی شخصی
لوک ایوانز یک همجنسگرای آشکار است. وی در مصاحبه‌ای در سال ۲۰۰۲ گفته بود: «همه مرا به عنوان یک مرد همجنسگرا می‌شناختند و من در طول زندگی ام در لندن هرگز سعی نکردم که این موضوع را پنهان کنم». وی در سال ۲۰۰۴ گفت که به خاطر همجنسگرا بودنش در حرفهٔ بازیگری اش دچار دردسر و مشقت نشده‌است. در سال ۲۰۱۵ مجلهٔ جی‌کیو وی را جزو خوش‌پوش‌ترین مردان بریتانیایی نام برد.

## فیلم‌شناسی
| سال  | عنوان                            | نقش                    | توضیحات       |
| ---- | -------------------------------- | ---------------------- | ------------- |
| ۲۰۰۲ | تابو                             | بیلی                   | کوتاه         |
| ۲۰۰۴ | خانم سایگون                      | کریس                   |               |
| ۲۰۰۴ | هاردکور                          | کرگ                    |               |
| ۲۰۰۹ | بنجامین را عصبی نکن              | پدر بنجامین            | کوتاه         |
| ۲۰۱۰ | ترسوها و هیولاها                 | پائول                  | کوتاه         |
| ۲۰۱۰ | سکس و داروها و راک اند رول       | کلایو ریچاردز          |               |
| ۲۰۱۰ | برخورد تایتان‌ها                  | آپولون                 |               |
| ۲۰۱۰ | رابین هود                        | آدمکش داروغه           |               |
| ۲۰۱۰ | تامارا درو                       | اندی کاب               |               |
| ۲۰۱۱ | بلیتز                            | کرگ استاکس             |               |
| ۲۰۱۱ | سه تفنگدار                       | آرامیس                 |               |
| ۲۰۱۱ | فناناپذیران                      | زئوس                   |               |
| ۲۰۱۱ | لرزه                             | آدریَن                  |               |
| ۲۰۱۲ | خاکسترها                         | Crewcut                |               |
| ۲۰۱۲ | کلاغ سیاه                        | بازرس امت فیلدز        |               |
| ۲۰۱۲ | هیچ‌کس زنده نمی‌ماند               | راننده                 |               |
| ۲۰۱۳ | سریع و خشمگین ۶                  | اوون شاو               | نقش منفی اصلی |
| ۲۰۱۳ | هابیت: برهوت اسماگ               | بارد کمان‌دار           |               |
| ۲۰۱۴ | هابیت: نبرد پنج سپاه             | بارد کمان‌دار           |               |
| ۲۰۱۴ | ناگفته‌های دراکولا                | ولاد سوم / کنت دراکولا |               |
| ۲۰۱۵ | خشن ۷                            | اوون شاو               | (تک‌جلوه)      |
| ۲۰۱۵ | برج                              | ریچارد ویلدر           |               |
| ۲۰۱۶ | پیامی از سوی شاه                 | ونت‌ورث                 |               |
| ۲۰۱۶ | دختری در قطار                    | اسکات                  |               |
| ۲۰۱۷ | دیو و دلبر                       | گاستون                 |               |
| ۲۰۱۷ | سرنوشت خشمگین                    | اوون شاو               | (تک‌جلوه)      |
| ۲۰۱۷ | پروفسور مارستون و زنان شگفت‌انگیز | ویلیام مولتن مارستون   |               |
| ۲۰۱۸ | حالتی شبیه خواب                  | امیل                   |               |
| ۲۰۱۸ | ده در ده                         | لوییس                  |               |
| ۲۰۱۹ | راز جنایت                        | چارلی کاوندیش          |               |
| ۲۰۱۹ | آنا                              | الکس                   |               |
| ۲۰۱۹ | میدوی                            | فرمانده مید میسکلوسکی  |               |
| ۲۰۱۹ | استارداگ و توربوکت               | بادی                   |               |
| ۲۰۱۹ | فرشته من                         | مایک                   |               |
| ۲۰۱۹ | ما                               | بن هاکینز              |               |
| ۲۰۲۲ | اسکروج: سرود کریسمس              | ابنزر اسکروج           | صداپیشه       |

| مجموعه‌های تلویزیونی | مجموعه‌های تلویزیونی    | مجموعه‌های تلویزیونی |
| سال                 | اسم                    | نقش                 |
| ------------------- | ---------------------- | ------------------- |
| ۲۰۱۳                | دزدی عظیم از قطار      | بروس ریندولس        |
| ۲۰۱۶/۲۰۱۸           | مرغ ربات               | صدا پیشه (واریوس)   |
| ۲۰۱۷                | سفر بزرگ               | خودش                |
| ۲۰۱۸                | روان‌پزشک               | جان مور             |
| ۲۰۲۰                | قتل‌های پمبراکشایر      | استیو ویلکنیز       |
| ۲۰۲۰                | روان‌پزشک: فرشته تاریکی | جان مور             |
| ۲۰۲۰                | شمشیرهای متقاطع        | شاه مریمان (صدا)    |
|                     | نه غریبه کامل          | لارس                |

## جوایز
| سال  | جایزه                                  | بخش                                       | نتیجه    | عنوان فیلم      |
| ---- | -------------------------------------- | ----------------------------------------- | -------- | --------------- |
| ۲۰۱۴ | جشنوارهٔ تلویزیونی مونته-کارلو          | بازیگر برجسته در یک مینی سریال            | نامزدشده | سرقت بزرگ قطار  |
| ۲۰۱۴ | جشنوارهٔ فیلم سیاه آمریکایی             | بهترین گروه بازیگران                      | نامزدشده | سریع و خشمگین ۶ |
| ۲۰۱۵ | جایزه فیلم ایندیپندنت اسپیریت بریتانیا | بهترین بازیگر مرد مکمل                    | نامزدشده | برج             |
| ۲۰۱۷ | جایزه فیلم و تلویزیون ام تی وی         | بهترین همکاری دوتایی بازیگران (با جاش گد) | نامزدشده | دیو و دلبر      |
| ۲۰۱۷ | جایزه انتخاب نوجوانان                  | فیلم منتخب: شخصیت شرور                    | برنده    | دیو و دلبر      |
| ۲۰۱۷ | جایزه انتخاب نوجوانان                  | صحنه خشم منتخب                            | نامزدشده | دیو و دلبر      |